# フランシスコ・パボン
フランシスコ・パボン・バラオーナ（Francisco Pavón Barahona、1980年1月9日 - ）は、スペイン出身の元サッカー選手。ポジションはDF（センターバック）。

## 経歴

### レアル・マドリード
首都マドリードに生まれ、レアル・マドリードの下部組織で育った。2001年10月6日のアスレティック・ビルバオ戦(2-0)でトップチームデビューし、その後クラブと7年契約を交わした。DFアイトール・カランカの負傷離脱で出場機会を得て、DFフェルナンド・イエロとセンターバックのコンビを組み、2001-02シーズンは27試合に出場した。フロレンティーノ・ペレス会長はMFジネディーヌ・ジダンら他チームから加入したスター選手をジダネス、パボンら下部組織出身の若手選手のことをパボネスと呼び、両者を組み合わせてチーム強化を図った。2002-03シーズンと2003-04シーズン合わせてリーグ戦51試合に出場し、2004年5月8日のRCDマジョルカ戦(2-3)では珍しくゴールを決めている。2004-05シーズン以後は不安定なプレーに終始し、DFイバン・エルゲラにポジションを奪われて出場機会が減少し、2006-07シーズンはまったく試合に出場できなかった。

### レアル・サラゴサ
2007年7月、レアル・サラゴサと4年契約を結んだ。移籍金は公表されていない。この移籍により、「ジダネスとパボネス」を象徴する選手はすべてレアル・マドリードから姿を消すこととなった。2007-08シーズンはDFロベルト・アジャラとDFセルヒオ(Sergio Fernández González)の控えとなり、リーグ戦8試合の出場に終わった。チームは18位でセグンダ・ディビシオン（2部）降格となったが、パボンはチームにとどまり、レアル・ムルシア戦(2-1)で移籍後初得点を挙げた。2008-09シーズンはレギュラーとして出場してプリメーラ・ディビシオン（1部）昇格に貢献したが、2009-10シーズンはセンターバックの3番手か4番手に降格し、11試合の出場に終わった。

### ACアルル・アヴィニョン
2010年夏の移籍市場が閉まる直前、フランス・リーグ・アン（1部）に昇格したばかりのACアルル・アヴィニョンに移籍した。DFディアンボボ・バルデやレアル・マドリード時代にチームメイトだったDFアルバロ・メヒアなどとコンビを組み、26試合に出場したが、リーグ最多の70失点を喫して最下位でリーグ・ドゥ（2部）降格が決まった。1年で退団後、所属先がない状態が続いていたが、2013年に現役引退を表明した。

## 所属クラブ
- 1998-2000  レアル・マドリードC
- 2000-2001  レアル・マドリードB
- 2001-2007  レアル・マドリード
- 2007-2010  レアル・サラゴサ
- 2010-2011  ACアルル・アヴィニョン

## タイトル
- レアル・マドリード
  - UEFAチャンピオンズリーグ: 2001–02
  - トヨタカップ: 2002
  - UEFAスーパーカップ: 2002
  - リーガ・エスパニョーラ: 2002–03, 2006–07
  - スーペルコパ・デ・エスパーニャ: 2003